# Ritá (hinduismo)
En la religión vedica (anterior al hinduismo), el término sánscrito Ritá o Ṛta significa ‘el orden cósmico del mundo’; siendo el orden natural que regula y coordina el funcionamiento del universo y todo lo que contiene. Es a través del Ṛta que el Sol asciende y se orienta, que los ríos fluyen, los árboles crecen y los animales nacen. 
Conceptualmente, está estrechamente relacionado con los mandatos y ordenanzas que se cree que lo mantienen, denominados colectivamente Dharma, y la acción del individuo en relación con esas ordenanzas, denominadas Karma.– dos términos que eventualmente eclipsaron a Ṛta en importancia como significado de orden natural, religioso y moral en el hinduismo posterior.
Así, Ritá asegura la estabilidad necesaria para que las almas participen en el desarrollo de Līlā (en la existencia), mientras que Līlā introduce la dinámica del cambio, el aprendizaje y la trascendencia al desarrollarse. Por ejemplo, los ciclos del karma operan bajo Ritá, pero cómo se manifiesta el karma en la vida de cada ser es parte del "juego" de Līlā. Respecto a las deidades hindúes, estas preservan Ritá mientras participan en Līlā. Por ejemplo, Vishnu, como el preservador, interviene en el universo cuando el equilibrio se ve amenazado, restaurando Ṛta y el Dharma mientras participa activamente en Līlā a través de sus avatares.
El concepto de Ritá es "equivalente" a otros conceptos presentes en otras culturas, tales como el Tao de la cultura China.
En la tradición védica, a nivel de mandatos y ordenanzas para seguir el Dharma, Ritá es visto como el camino que el hombre ha de seguir hacia un objetivo. Un hombre justo y honorable siempre intentará preservar el Ritá, ya que siempre se aconseja actuar de acuerdo a él, para que las cosas sean fáciles invariablemente.

## Escritura
- ṛitá, en el sistema AITS (alfabeto internacional para la transliteración del sánscrito).
- ऋत, en escritura devanagari del sánscrito.
- Pronunciación: /ritá/ o /rritá/.[1]

## Etimología
El término sánscrito ritú proviene del idioma protoindoeuropeo (III milenio a. C.) jritu  o jrito ‘correcto, ordenado, apropiado’, y también ‘momento cierto’, relacionadas con el orden del mundo.
Monier Williams lo hace provenir de la raíz sánscrita ṛi:
- - āra, ariṣyati, ascender, elevarse[1]
  - obtener, alcanzar[1]
  - avanzar hacia el enemigo, atacar, invadir[1]
  - herir, ofender[1]
  - mover, excitar, erigir, elevar (íyarti vā́cham: ‘él eleva su voz’, en el Rig-veda 2, 42, 2; stómān iyarmi: ‘yo canto himnos’, en el Rig-veda 1, 116, 1)[1]
  - ascender, ir hacia arriba con velocidad o con celo
    - relacionado con el griego ὄρ-νυ-μι, ἐρ-έ-της, ἀρό-ω
    - zend √ir
    - latín or-ior, re-mus, aro
    - gótico argan
    - anglosajón ār
    - antiguo alto germánico ruo-dar, ar-an
    - lituano ir-ti (surco de arado), ar-ti (arar)[1]

## Significado
El término puede haber sido de origen prevédico. Existen dos pruebas de esto: 
- rara vez se usó en conjunción con cualquiera de los otros dioses del Rig-veda; aunque se indica que es seguido por los dioses.
- en épocas posteriores rara vez se usó con ese mismo significado.

Además, el ritá no se considera como a un dios por sí mismo, sino como un concepto más abstracto, ya que no es característico de los compositores del Rig-veda (quienes tenían la tendencia a antropomorfizarlo todo los conceptos).
En idioma avéstico el mismo concepto se decía asha.
El ritá era considerado ‘lo correcto’, y en el Rig-veda (el texto más antiguo de la India, de mediados del II milenio a. C.) estaba estrechamente relacionado con los dioses Váruna y Mitra, quienes eran los dioses a cargo del orden del mundo.